# Parafia Wniebowzięcia Najświętszej Maryi Panny w Szańcu
Parafia Wniebowzięcia Najświętszej Maryi Panny w Szańcu – parafia rzymskokatolicka, znajdująca się w diecezji kieleckiej, w dekanacie buskim.
Do parafii należą wierni z miejscowości: Elżbiecin, Galów, Kameduły, Kozina, Mikułowice, Młyny, Nowy Folwark, Podgaje, Pomyków, Skorzów, Słabkowice, Szaniec, Uników, Wymysłów i Zwierzyniec.